# أفونسو رومانو دي سانتانا
أفونسو رومانو دي سانتانا (من مواليد 27 مارس 1937) شاعر وكاتب مقالات وأستاذ برازيلي.

## خلفية
كان أستاذُا للأدب البرازيلي في جامعة كاليفورنيا بلوس أنجلوس وجامعة تكساس في إل باسو، وكاتبًا في صحيفة أو جلوبو. في عام 1971 تزوج من مارينا كولاسانتي وهي صحفية وكاتبة برازيلية. في عام 1984 بدأ الكتابة لـ جورنال دو برازيل.